# Teatro Duse (Roma)
Il Teatro Duse è un teatro di Roma che ha aperto i battenti per la prima volta nel 1930, quando fu concepito come spazio destinato a incontri culturali. Rimasto in attività fino al 1940, durante la guerra venne trasformato in un rifugio antiaereo.
La struttura rimase chiusa dal 1940, quando cominciò ad essere utilizzato come rifugio antiaereo. Nel 1985 viene ristrutturato diventando un vero e proprio teatro in miniatura, una piccola bomboniera in stile classico, in grado di ospitare 52 spettatori. Massimiliano Terzo ne cura la programmazione per oltre un ventennio. Il teatro è sotto la Direzione Artistica di Sandro Torella con l'Ass. Duse Teatro, insieme al Teatro allo Scalo di Roma.